# Sylvain Tesson
Sylvain Tesson (Parijs, 26 april 1972) is een Frans schrijver van reisboeken. Hij heeft verschillende continenten doorkruist, vaak onder extreme omstandigheden. Zijn belevenissen, die hij vastlegde in kleine notitieboekjes, werkte hij later uit tot reisverslagen. In 2019 ontving hij de Prix Renaudot voor zijn boek La Panthère des neiges (De sneeuwpanter).

## Biografie
Tesson groeide op in Chatou, een voorstad van Parijs. Hij is de zoon van de journalist Philippe Tesson (1928) en de medisch specialist Marie-Claude Tesson-Millet (1942-2014). Samen richtten zij het dagblad Le Quotidien du Médecin op. Hij heeft twee zussen, de actrice Stéphanie Tesson, geboren in 1969, en de journalist Daphné Tesson, geboren in 1978.
Sylvain Tesson volgde middelbaar onderwijs aan het Lycée Passy-Buzenval in Rueil-Malmaison. Daarna haalde hij een baccalaureaat aan het Lycée Claude-Debussy in Saint-Germain-en-Laye. Hij studeerde geografie en specialiseerde zich in geopolitiek. In 1996 behaalde hij het Diplôme d'études approfondies (DEA) aan het Institut français de géopolitique. Hij sloot zijn studie af met een onderzoeksverslag over de waterproblematiek in het noorden van Israël.

## Reizen en schrijven
Tesson begon al met langeafstandsreizen voordat hij was afgestudeerd. Een van zijn eerste reizen betrof een tocht op een motorfiets, dwars door IJsland. In 1993 en 1994 maakte hij met zijn jeugdvriend Alexandre Poussin een fietstocht van 25.000 kilometer door Afrika, Amerika, Azië en Oost-Europa. Zij schreven hierover het boek On a roulé sur la Terre. In 1997 staken Tesson en Poussin te voet het Himalayagebergte over, van Bhutan via 
Tibet naar Tadzjikistan. Over deze tocht verscheen in 1998 het boek La marche dans le ciel : 5.000 km à pied a travers l’Himalaya. In 1999 en 2000 maakte hij samen met zijn vriendin, de fotograaf en wereldreiziger Priscilla Telmon, een tocht te paard door de steppen van Centraal-Azië. De tocht van Alma-Ata in Kazachstan naar Oezbekistan wordt beschreven in twee boeken: La Chevauchée des steppes en Carnets de Steppes: à cheval à travers l'Asie centrale. Van deze boeken is geen Nederlandse vertaling verschenen.
Van mei 2003 tot januari 2004 volgde Tesson de route die Sławomir Rawicz beschrijft in zijn omstreden boek The long Walk. Rawicz ontsnapte uit Goelag-kamp 303 en reisde te voet naar India. Gedeelten van deze tocht zijn door Tesson nagereisd, samen met Priscilla Telmon en de fotograaf Thomas Goisque. Het fotoboek over deze reis werd in 2005 gepubliceerd onder de titel Sous l’étoile de la liberté. Six mille kilomètres á travers l’Eurasie sauvage.
In de winter van 2010 woonde Tesson gedurende zes maanden alleen in een blokhut van drie bij drie meter, gelegen op de oever van het Baikalmeer in het natuurreservaat Zapovednik Baikal-Lena, op vier dagen lopen van het dichtstbijzijnde dorp. Hij beschreef zijn ervaringen in het boek Dans les forêts de Sibérie (Zes maanden in de Siberische wouden). Over zijn verblijf is in 2016 een speelfilm gemaakt.
Eind 2012 ondernam Tesson een tocht van Moskou naar het Hôtel des Invalides in Parijs. Tesson kocht enkele originele Russische Ural-motoren met zijspan en samen met een paar vrienden volgde hij het spoor van de terugtocht van de Grande Armée van Napoleon Bonaparte in 1812. Tijdens de tocht las Tesson de memoires van generaal Armand Augustin de Caulaincourt, een vertrouweling van Napoleon, in een poging om iets te begrijpen van de ontreddering en de ontberingen van het verslagen leger. De motortocht wordt beschreven in het boek Berezina, met Napoleon in de zijspan en is geïllustreerd met foto’s van Thomas Goisque.
Tesson beklom in augustus 2014 de gevel van een huis in Chamonix-Mont-Blanc. Hij viel en raakte daarbij zwaar gewond. Om ook mentaal te herstellen ondernam hij in 2015 een voetreis door Frankrijk. Hij volgde zoveel mogelijk onverharde wegen, vanaf het station in Tende in het uiterste zuid-oosten van Frankrijk naar Cap de la Hague in Normandië. Als leidraad voor deze tocht gebruikte hij een kaart waarop de minder industrieel ontwikkelde delen van Frankrijk stonden aangegeven. Tijdens de tocht filosofeert Tesson over de negatieve gevolgen van de vooruitgang voor het landschap.
Samen met zijn vrienden, de schrijver Jean-Christophe Rufin, de bergbeklimmer Daniel Du Lac en de uitgever Ludovic Escande, beklom Tesson in 2018 de Mont Blanc. Escande, die last heeft van hoogtevrees, doet verslag van de beklimming in het boek L’Ascension du mont Blanc.
Het boek Un été avec Homère (Een zomer met Homeros) verscheen in 2018. Het is een beschouwing over de waarde van het literaire werk van Homerus voor het leven in onze tijd. Het boek was een succes in Frankrijk maar er was ook kritiek op het gebrek aan inhoudelijke onderbouwing van zijn betoog.
In 2019 voegde Tesson De Sneeuwpanter toe aan zijn oeuvre. Op uitnodiging van de natuurfotograaf Vincent Munier nam Tesson deel aan een zoektocht naar de zeldzame sneeuwpanter in het hooggebergte van Tibet. Voor dit boek ontving Tesson in 2019 de Prix Renaudot.

## Overige activiteiten
Tesson heeft deelgenomen aan verschillende wetenschappelijke expedities. In 1991 nam hij deel aan een onderzoek naar de grotten op Borneo en in 2001 en 2002 aan archeologische expedities in Pakistan en Afghanistan.
Tussen 2011 en 2018 was hij voorzitter van het bestuur van de NGO La Guilde Européenne du Raid.
Tesson is een beoefenaar van een bijzondere variant van de klimsport: het builderen. Hij noemt de beklimmingen van gebouwen “toiturologie” (dakkunde). Tesson beklom bij voorkeur kathedralen, zoals de Notre-Dame van Parijs en de Église Sainte-Clotilde in Parijs, de Mont Saint-Michel, de Kathedraal van Orléans, de Notre-Dame van Amiens, de Kathedraal van Reims en de Onze-Lieve-Vrouwekathedraal (Antwerpen). De beklimmingen van de Notre-Dame in Parijs gebruikte hij om spandoeken te ontplooien om aandacht te vragen voor de onderdrukking van de Tibetanen en voor de organisatie Verslaggevers Zonder Grenzen (VZG).
In 2012 trad Tesson toe tot de L’Association des écrivains de Marine. Hij nam deel aan enkele maritieme missies en maakte daar reportages over.
In januari 2024 ontstond opschudding over de benoeming van Tesson tot ambassadeur van het poëziefestival Printemps des poètes. In een ingezonden artikel in het dagblad Libération verzetten tweeduizend dichters, uitgevers, boekverkopers, acteurs en actrices zich tegen zijn benoeming. De schrijver wordt beschreven als een reactionair icoon die extreemrechts gedachtegoed zou normaliseren. Verschillende politici veroordeelden de publicatie. Jack Lang, voormalig minister van Cultuur en oprichter van het festival sprak van een ‘belediging voor de poëzie’. De artistiek directeur van het festival nam in januari 2024 ontslag.

## Werken in Nederlandse vertaling
- 2011 Dans les forêts de Sibérie. Nederlandse vertaling: Zes maanden in de Siberische wouden. Vertaald door Eef Gratama. Arbeiderspers, Amsterdam, 2012. ISBN 978-90-295-8913-0
- 2015 Berezina : en side-car avec Napoléon. Nederlandse vertaling: Berezina: met Napoleon in de zijspan. Vertaald door Marianne Kaas. Arbeiderspers, Amsterdam, 2012. ISBN 978-90-295-0480-5
- 2016 Sur les chemins noirs. Nederlandse vertaling: Ongebaande paden: een voetreis dwars door Frankrijk. Vertaald door Eef Gratama. Arbeiderspers, Amsterdam, 2017. ISBN 978-90-295-1438-5
- 2018 Un été avec Homère. Nederlandse vertaling: Een zomer met Homeros: een reis door de mythologie en het nu. Vertaald door Katelijne De Vuyst. Atheneum, Amsterdam, 2018. ISBN 978-90-253-0951-0
- 2019 La Panthère des neiges. Nederlandse vertaling: De sneeuwpanter. Vertaald door Eef Gratama. De Arbeiderspers, Amsterdam, 2021. ISBN 9789029542609
- 2022 Blanc. Nederlandse vertaling: Wit. Vertaald door Eef Gratama. De Arbeiderspers, Amsterdam, 2024. ISBN 9789029550796[21]